# MILF (film, 2010)
Pour les articles homonymes, voir MILF (homonymie) et MILF.
Pour plus de détails, voir Fiche technique et Distribution.
MILF est une comédie érotique produite par The Asylum, sortie en 2010. Le film emprunte des éléments aux films American Pie et Revenge of the Nerds

## Synopsis
Après avoir échoué à nouer une relation romantique avec des filles de leur âge, un groupe d’étudiants ringards découvrent l’excitation de rencontrer des femmes plus âgées sexy, souvent appelées MILF. Brandon et Anthony, deux meilleurs amis de longue date, ainsi que leurs amis geek et joueurs Nate et Ross, réussissent au-delà de leurs rêves les plus fous en couchant avec une MILF après l’autre. Cependant, lorsque Brandon tombe amoureux de la mère (sexuellement active) d’Anthony, tout le plan des garçons commence à s’effondrer.

## Distribution
- Jack Cullison : Brandon Murphy
- Phillip Marlatt : Anthony Reese
- Joseph Booton : Nate Hooligans
- Ramon Camacho : Ross Makhsilumm
- Amy Lindsay : Holly Reese
- Molinee Green : Lori Murphy
- Silvija Durann : Mindy
- Melidia Camren : Renna
- Rachel Riley : Erica
- Jamie Bernadette : Alex
- Diana Terranova : Rhonda

## Accueil

### Réception critique
Le film a reçu des critiques principalement négatives. PopMatters a publié une critique principalement favorable donnant au film six étoiles sur dix. Le critique Bill Gibron a commenté : « MILF n’est peut-être pas l’exemple le plus endémique du produit de cette société, mais c’est toujours un plaisir coupable glorieux et maladroit. » Il a également écrit : « Ce n’est peut-être pas drôle à rire aux éclats, mais cela vous fait constamment sourire. »